# Ja'akov Cur
Ja'akov Cur (hebrejsky: יעקב צור, rodným jménem Ja'akov Steinberg; * 4. dubna 1937) je bývalý izraelský politik a poslanec Knesetu, který zastával v 80. a 90. letech různé posty v izraelské vládě.

## Biografie
Narodil se v Haifě za dob mandátní Palestiny a později studoval biblistiku a historii na Hebrejské univerzitě v Jeruzalémě. V letech 1955 až 1957 byl členem osadnické skupiny Jotvata a v roce 1957 se stal členem kibucu Netiv ha-Lamed He. Pracoval jako učitel ve školách v Givat Breneru a Kfar Menachem a poté v letech 1972 až 1974 jako ředitel školského odboru kibucového hnutí ha-Kibuc ha-Meuchad. V roce 1976 se stal tajemníkem hnutí a z této funkce dohlížel v roce 1979 na jeho sloučení s kibucovým hnutím Sjednocené hnutí kibuců (až do roku 1981 byl jeho tajemníkem).
Ve volbách v roce 1981 byl zvolen poslancem Knesetu za stranu Ma'arach. Opětovně byl zvolen ve volbách v roce 1984 po nichž byl jmenován ministrem absorpce imigrantů. Po volbách v roce 1988 byl jmenován ministrem zdravotnictví a tuto funkci zastával až do odchodu Ma'arachu z vlády v březnu 1990.
Přestože o svůj poslanecký mandát přišel ve volbách v roce 1992, stal se ministrem zemědělství ve vládě Jicchaka Rabina a tento úřad zastával až do roku 1996.